# Casa del Nero
Casa del Nero a Pisa si trova tra via Toselli 17 e piazza dei Facchini.

## Storia e descrizione
L'edificio è composto da due costruzioni antecedenti, una del XII secolo (su via Toselli) e una del XIII (su piazza dei Facchini).
Il prospetto su via Toselli mostra chiaramente le strutture portanti, con pilastri in pietra verrucana sui quali si appoggiano gli archi di scarico ribassati che sostengono i solai dei vari piani. In cima al pilastro centrale campeggia uno stemma.
Su piazza dei Facchini, invece, l'edificio presenta porzioni meno evidenti di archi e di un pilastro, in cotto come il resto della muratura a vista. Al secondo piano sono visibili due monofore.